# Michel Glatigny
Michel Glatigny (* 21. November 1922; † 11. Juni 2014 in Roubaix) war ein französischer Romanist, Linguist und Wörterbuchforscher.

## Leben und Werk
Michel Glatigny studierte von 1940 bis 1944 an der Sorbonne. 1946 bestand er die Agrégation im Fach Grammaire und unterrichtete bis 1965 an Gymnasien in Thionville, Douai und Lille (Lycée Pasteur). Dann war er zunächst Assistent, Meister-Assistent, „Chargé d'enseignement“, Meister Konferenz an der Universität Lille. Er habilitierte sich 1975 an der Sorbonne mit der Arbeit („doctorat d'Etat“) Le vocabulaire galant dans les „Amours“ de Ronsard. Essai de lexicologie littéraire (Lille 1976) und war bis zu seiner Emeritierung in 1988  Professor für Französisch an der Universität Lille III.

## Werke (Auswahl)
- Histoire de l'enseignement en France, Paris 1949 (Que sais-je ? N° 393)
- (mit André Rougerie) Grammaire française et exercices. Orthographe. Grammaire. Préparation à la rédaction, Paris 1966
- (mit  Lucien Collignon)  Les dictionnaires. Initiation à la lexicographie, Paris 1978
- (Hrsg.) Les marques d'usage dans les dictionnaires. XVIIe-XVIIIe siècles, in: Lexique 9, 1990
- Les marques d'usage dans les dictionnaires français monolingues du XIXe siècle. Jugements portés sur un échantillon de mots et d'emplois par les principaux lexicographes, Tübingen 1998

## Belege
1. ↑  http://rhe.ish-lyon.cnrs.fr/?q=agregsecondaire_laureats_old

| Personendaten    | Personendaten                                           |
| ---------------- | ------------------------------------------------------- |
| NAME             | Glatigny, Michel                                        |
| KURZBESCHREIBUNG | französischer Romanist, Linguist und Wörterbuchforscher |
| GEBURTSDATUM     | 21. November 1922                                       |
| STERBEDATUM      | 11. Juni 2014                                           |
| STERBEORT        | Roubaix                                                 |